# Трансаккуа
Трансаккуа (итал. Transacqua) — бывшая коммуна в Италии, располагалась в регионе Трентино-Альто-Адидже, подчинялась административному центру Тренто. Теперь эта коммуна, вместе с Фьера-ди-Примьеро, Сирор иТонадико объединилась в новую коммуну Примьеро-Сан-Мартино-Ди-Кастроцца.
Население до объединения составляла 2021 человек, плотность населения составляет 55 чел./км². Занимала площадь 35 км². Почтовый индекс — 38054. Телефонный код — 0439.
Покровителем населённого пункта считался святой Марк. Праздник ежегодно празднуется 25 апреля.